# Ayah Marar
Laura Ayah Marar (Amán, Jordania, 20 de septiembre de 1980), más conocida como Ayah Marar, es una cantante y compositora jordana, que saltó a la fama por colaborar en el sencillo «Thinking About You» del disc jockey escocés, Calvin Harris.

## Biografía

### Primeros años
Ayah nació en Amán, Jordania, es hija de padre jordano y madre turca. Pasó la mayor parte de su adolescencia en Jordania, antes de emigrar al Reino Unido a los 18 años de edad, donde comenzó su carrera musical en la Universidad de Warwick. Ella desde entonces ha estado muy involucrada en la escena del género Drum and Bass, fue así como grabó su primer sencillo, llamado «Dance Child» con Loxy & Ink con la discográfica Signal Records.
Posteriormente grabó varias canciones en este género, antes de conocer y colaborar con Calvin Harris y Toddla T en el año 2004. Marar y Harris compartieron una casa por un breve período, fue así, como ella pasó a colaborar en su álbum debut, realizando los coros en 3 de sus canciones.

### Inicios en la música
Ayah empezó a trabajar en una tienda de discos, llamada Uptown Records en Soho, donde conoció y formó lazos con varias personalidades del club y de la radio. Mientras tanto, ayudaba a establecer y ejecutar Devil Lucky Records, promocionándolo en las noches en Londres y sus alrededores, y continuando de escribir y grabar con muchos productores y artistas de la escena establecidas.
Ella aparece en algunas canciones de varios artistas como Jack Peñate, Bassline Smith, Calvin Harris y varios álbumes de algunos disc jockeys como compositora e intérprete.
Marar recibe un fuerte apoyo de varias empresas relacionadas con el mundo de la música como lo son Kiss FM, Ministry of Sound y BBC Radio 1Xtra, MistaJam y Bailey.

### 2012-presente:The RealyThinking About You
Ayah desde entonces pasó a lanzar su carrera en solitario, con la creación de su propio sello independiente, llamado, Hussle Girl, como plataforma para lanzar sus propios sencillos y su próximo álbum llamado, The Real.
Su álbum debut, The Real, fue lanzado el 15 de octubre del año 2012, a través del sello discográfico, Hussle Girl.

## Discografía

### Álbumes de estudio
- The Real (2012)

### Sencillos
- «Mind Controller» (2012)
- «Unstoppable» (2012)
- «The Raver» (2012)
- «Alive» (con P Money) (2013)
- «Lethal Dose» (2013)
- «Go Hard» (2013)
- «Beg Borrow Steal» (2013)
- «Bass Soldiers» (2013)

### Colaboraciones
- «Dance Child / Funk Odyssey» (de The Architex) (2003)

- «Let Me Now» (de Calvin Harris) (2004)

- «Space Between» (de Apex) (2007)
- «If I Leave» (de Bungle) (2007)
- «The Siren» (de Bungle) (2007)
- «Endless Summer» (de Baron) (2007)
- «Snake Eyes» (de Total Science con Bungle) (2007)
- «2nd Date» (de Marky con Total Science) (2007)
- «Pressure (Gotta Decide)» (de Small Arms Fiya) (2007)

- «Flashback» (de Calvin Harris) (2009)
- «Stars Come Out» (de Calvin Harris; voces adicionales) (2009)
- «Limits» (de Calvin Harris; voces adicionales) (2009)
- «Meltdown» (de Insiders) (2009)
- «Something New» (de Domu) (2009)
- «Helders» (de Toddla T) (2009)

- «Follow U» (de Yogi) (2011)
- «Watch It Burn» (de Camo & Krooked) (2011)
- «Cross the Line» (de Camo & Krooked) (2011)

- «FYAH» (de Warrior One) (2012)
- «I Know» (de Russo) (2012)
- «Call My Name» (de Cheryl Cole; como corista) (2012)
- «Thinking About You» (de Calvin Harris) (2012)
- «The Edge» (de DJ Fresh) (2012)
- «Talk About Us» (de Dilemn) (2012)

- «The Only Way» (de Drumsound & Bassline Smith) (2013)
- «The Flames» (de Drumsound & Bassline Smith) (2013)
- «Red Light» (de Kastle) (2013)

- «Ready for The Weekend» (de R3hab y Nervo) (2014)
- «Only Way» (de Ray Foxx & Tom Piper) (2014)
- «B.2.T.E» (de Original Sin) (2014)

- «Kill the Silence» (de The Prototypes) (2015)

- «Begging For You» (de DE$IGNATED) (2016)
- «The Fall» (de Calyx & TeeBee) (2016)
- «Stay with Me» (de LA Riots) (2016)

- «Ready» (de Teddy Killerz) (2017)